# 諾里奇站

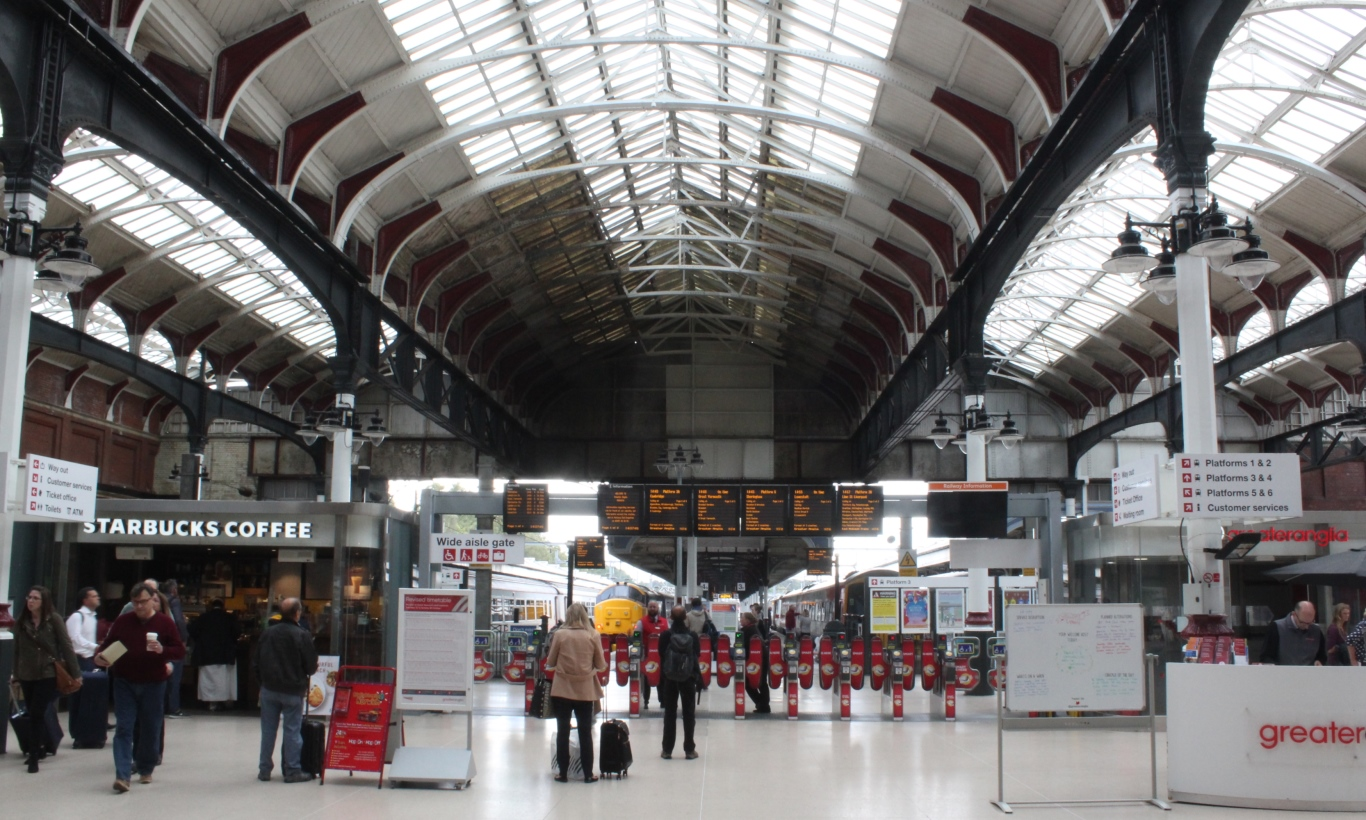
車站內部

諾里奇站（英語：Norwich railway station）是英國英格蘭諾里奇的一座鐵路車站，原名諾里奇索普站（英語：Norwich Thorpe），車站最初建於1842年，1844年5月1日啟用；目前由大盎格利亞鐵路公司管理。諾里奇站是大東部主線的終點站，也是英国东部重要的交通枢纽，距離起始站倫敦利物浦街車站距離184.3公里。目前的站房是於1886年5月3日落成，位於原車站北側，其華麗的建築目前也是市內的重要地標。

## 外部連結
- 列车时刻表及车站信息：諾里奇站，来自英国铁路官方网站
- 诺里奇火车站 - 目的地 - 穷游（页面存档备份，存于）